# Купер, Джон Мэдисон
Джон Мэдисон Купер (John Madison Cooper; 29 ноября 1939, Мемфис, Теннесси — 8 августа 2022) — американский философ, антиковед, специалист по древнегреческой философии. Доктор философии (1967), эмерит-профессор Принстонского университета (с 2016), где трудился с 1981 года, член Американской академии искусств и наук (2001). Отмечен Howard T. Behrman Award for Distinguished Achievement in the Humanities Принстонского университета (2004).

## Биография
Окончил Гарвард-колледж (бакалавр философии magna cum laude, 1961), где учился с 1957 года, в 1960 году принимался в Phi Beta Kappa, а также как стипендиат Маршалла (в 1961-63 гг.) — Corpus Christi College, Oxford (бакалавр философии, 1963), где написал диссертацию «First Philosophy in Aristotle» под началом Гилберта Райла, в 2008 году избран почётным фелло этого колледжа. Степень доктора философии получил в Гарвардском университете в 1967 году защитив дисcертацию «Plato’s Theaetetus», выполненную под началом G. E. L. Owen. В 1981—2016 годах преподавал в Принстонском университете, ныне его эмерит-профессор (с 2016), являлся именным Университетским профессором Henry Putnam University Professor философии, а перед тем именным профессором Stuart Professor философии (с 1998); в 1984—1992 гг. заведовал кафедрой философии. Перед Принстонским преподавал в Гарвардском университете, где началась его карьера, а с 1971 года — в Питтсбургском университете.
Публиковался в Philosophical Review, Journal of Philosophy, Phronesis.
Читал лекции имени Канта в Стэнфордском университете (2003) и John Locke Lectures Оксфордском университете (2011), а также Tanner Lectures on Human Values в Стэнфордском университете (2012).
Женился в 1965 году, имел двоих детей. Его называл своим другом Александр Нехамас.
Автор Reason and Human Good in Aristotle (Harvard University Press, 1975), Reason and Emotion: Essays on Ancient Moral Psychology and Ethical Theory (Princeton University Press, 1999, ISBN 9780691058757), Knowledge, Nature, and the Good (Princeton University Press, 2004, ISBN 9780691117249), Pursuits of Wisdom: Six Ways of Life in Ancient Philosophy from Socrates to Plotinus (Princeton University Press, 2012, ISBN 9780691138602).
Редактор Seneca: Moral and Political Essays (Cambridge University Press, 1995), Plato: Complete Works (Hackett Publishing Company, 1997).